# Liste Mainzer Persönlichkeiten
Diese Liste bezeichnet Persönlichkeiten die in Mainz besonders gewirkt haben, mit Ausnahme der dort Geborenen, der Ehrenbürger und solcher Persönlichkeiten, die durch ein in der Stadt ausgeübtes Amt einen besonderen Bezug zu Mainz haben.
Diese sind in eigenen Listen zusammengefasst:
- Liste von Söhnen und Töchtern der Stadt Mainz
- Liste der Ehrenbürger von Mainz
- Liste der Bischöfe von Mainz
- Liste der Mainzer Weihbischöfe
- Liste der Stadtoberhäupter von Mainz

## Wissenschaftler
- Heinz Bach (* 9. Mai 1923 in Berlin; † 6. Juni 2013 in Mainz). Er war Lehrstuhlinhaber für Geistigbehindertenpädagogik an der Johannes Gutenberg-Universität Mainz.
- Änne Bäumer (* 13. Februar 1957 in Freudenberg) ist eine Biologiehistorikerin. Sie war Hochschuldozentin für Geschichte der Naturwissenschaften an der Johannes Gutenberg-Universität Mainz.
- Johann Joachim Becher (* 6. Mai 1635 in Speyer; † Oktober 1682 in London) war ein deutscher Alchemist, Arzt und Kameralist (Vertreter des Kameralismus) sowie Wirtschaftstheoretiker.
- Paul Josef Crutzen (* 3. Dezember 1933 in Amsterdam;  † 28. Januar 2021 in Mainz), Meteorologe am Max-Planck-Institut für Chemie, Nobelpreisträger.
- Johann Georg Adam Forster (* 1754 in Nassenhuben bei Danzig; † 1794 in Paris), Naturforscher, Völkerkundler und Literat. Ab 1788 Universitätsbibliothekar in Mainz, beteiligte er sich 1793 an der Ausrufung der Mainzer Republik.
- Romano Guardini (* 1885 in Verona; † 1968 in München), katholischer Religionsphilosoph. Verbrachte seine Kinder- und Jugendjahre in Mainz und war Mitbegründer des Mainzer Mathias-Grünewald-Verlags.
- Wilhelm Nils Fresenius (* 17. Juli 1913 in Berlin; † 31. Juli 2004 in Wiesbaden) war ein deutscher Chemiker und Geschäftsführer des Institutes Fresenius.
- Dietrich Falke (* 13. August 1927 in Coswig (Anhalt)), Facharzt für Medizinische Mikrobiologie und Infektiologie, 1969–1992 Professor für Medizinische Mikrobiologie in Mainz, Autor medizinischer Fachliteratur über Mikrobiologie, Virologie und Infektiologie.
- Philipp Gütlich, (* 5. August 1934 in Rüsselsheim am Main; † 9. September 2022 in Roßdorf), Chemiker, ab 1975 Professor in Mainz.
- Hertha Hafer (* 6. Mai 1913 im Westerwald; † 19. Oktober 2007 in Mainz) war eine Mainzer Pharmazeutin und Apothekerin, deren Grundlagenforschungen zur Mundhöhlen-Biologie und Zahnkariesentwicklung bis heute wegweisend sind.
- Johann Philipp Hahn (* 1690 in Großbartloff; † 1774 in Mainz) war ein Rechtswissenschaftler, Hochschullehrer und Hofgerichtsadvokat in Mainz
- Franz Rütger von Haren (* vor 1676 in Betuwe; † 14. Oktober 1724 in Mainz), Kanoniker bei St. Peter, erzbischöflicher Rat, Professor der Rechte und Kanzler der Universität
- Ulrich Hecker, (* 16. August 1936 in Halle), Biologe und bekannter deutscher Dendrologe
- Leopold Horner (* 24. August 1911 in Kehl; † 5. Oktober 2005 in Mainz) war ein deutscher Chemiker.
- Bertram Huppert (* 22. Oktober 1927 in Worms) war Professor für Mathematik an der Johannes Gutenberg-Universität Mainz.
- Hans Mathias Kepplinger (* 20. Mai 1943 in Mainz), Kommunikationswissenschaftler und Medienforscher an der Johannes Gutenberg-Universität Mainz.
- Martin Kretzschmar (* 1. November 1930 in Leipzig; † 31. Dezember 2023) war ein Professor des Fachbereichs Teilchenphysik an der Johannes Gutenberg-Universität Mainz.
- Herbert Kühn (* 29. April 1895 Beelitz; † 25. Juni 1980 in Mainz), Prähistoriker, Kunsthistoriker, Philosoph und Religionswissenschaftler, 1946 erster Ordinarius für Vor- und Frühgeschichte an der wiederbegründeten Johannes Gutenberg-Universität Mainz, bis 1956.
- Horst Kunz (* 1940 in Frankenhausen) ist ein deutscher Chemiker und Professor an der Johannes Gutenberg-Universität.
- Felix Leinen (* 1957) ist Professor für Mathematik an der Universität Mainz und Politiker (ÖDP).
- Heinz Leitermann (1908–1979), Kunsthistoriker, Hochschullehrer und Zeichner.
- Michael Nagel (* 1970 in Mainz), Wirtschafts- und Sozialwissenschaftler sowie Hochschullehrer.
- Wilhelm von Reichenau (* 28. Juli 1847 in Dillenburg; † 3. Februar 1925 in Mainz) war Naturforscher, Bibliothekar und erster Direktor des Naturhistorischen Museums in Mainz.
- Uğur Şahin, (* 19. September 1965), Mediziner, Hochschullehrer, Mit-Gründer und CEO von BioNTech.
- Jürgen Schölmerich (* 11. September 1948), Mediziner, Hochschullehrer, Vizepräsident der Deutschen Forschungsgemeinschaft.
- Franz Specht (Sprachwissenschaftler) (* 1. November 1888 in Roßlau (Elbe); † 13. November 1949 in Mainz). Ab 1946 Professor in Mainz.
- Friedrich Wilhelm Straßmann (* 22. Februar 1902 in Boppard; † 22. April 1980 in Mainz) war ein deutscher Kern-Chemiker.
- Heinrich Steitz (* 1907 in Fürfeld; † 1998 in Mainz), Professor für Kirchengeschichte, Bedeutender Forscher und ev. Theologe für die Hessische Kirchengeschichte.
- Özlem Türeci, (* 1967 in Lastrup), Medizinerin, Privatdozentin, Mit-Gründerin von BioNTech.
- Johannes Vogelmann (* 9. Januar 1694 in Mainz; † um 1765), Professor, Prorektor und Dekan in Mainz, Professor und fürstbischöflicher Leibarzt in Würzburg.
- Gotthelf Fischer von Waldheim (* 13. Oktober 1771 in Waldheim; † 18. Oktober 1853 in Moskau), deutscher Zoologe. Lehrer für Naturgeschichte und Bibliothekar an der Centralschule, Gemeinderat in der Mainzer Lokalpolitik.
- Rudolf Walter (* 24. Januar 1918 in Groß Wierau, Landkreis Schweidnitz, Provinz Schlesien; † 30. Oktober 2009 in Eppelheim), war seit 1972 Honorarprofessor im Fach Musikwissenschaft an der Philosophischen Fakultät der Johannes Gutenberg-Universität Mainz.
- Berno Wischmann (* 26. Dezember 1910 in Tondern (Dänemark); † 25. September 2001 in Bad Sobernheim) Gründer des Fachbereichs Sport der Johannes Gutenberg-Universität und des USC Mainz.

## Politiker
- Nero Claudius Drusus, römischer Politiker und Feldherr („Drusus-Stein“ in der Zitadelle)
- Severus Alexander, römischer Kaiser. Errichtete eine Rheinbrücke bei Mainz und wurde 235 vor den Toren der Stadt in einem Feldlager ermordet.
- Ulpius Cornelius Laelianus 269 in Mogontiacum zum Kaiser des neugegründeten Gallischen Sonderreiches ausgerufen
- Anton Heinrich Friedrich von Stadion, Großhofmeister am kurfürstlichen Hof, Verfechter der Aufklärung
- Karl Christian Parcus, Verwaltungsjurist und Revolutionär
- Jeanbon St. André, französischer Präfekt in Mainz unter Napoleon
- François Joseph Rudler, französischer Regierungskommissar der Direktorialregierung.
- Bernhard Adelung, Politiker
- Raymond Schmittlein, war ein französischer General und Politiker, Gründer der Johannes Gutenberg-Universität Mainz
- Johann Maria Kertell (* 1771, † 1839), Abgeordneter in der zweiten Ständekammer im Landtag des Großherzogtums Hessen, Gründer der Mainzer Ranzengarde
- Marie Böckel-Grosch (* 1900, † 1988), Rechtsanwältin und Kommunalpolitikerin
- Joachim Schulte, LGBT-Aktivist
- Josef Hofmann, Kommunal- und Bundespolitiker
- Susanne Wasum-Rainer, Juristin und Diplomatin
- Michael Pietsch (1958–2022), Mediziner, Hochschullehrer und Politiker (CDU), Ehrenringträger der Stadt Mainz für kommunalpolitische Verdienste

- siehe auch: Liste der Oberbürgermeister von Mainz

## Architektur, Kunst und Kultur
- Erhard Reuwich (* um 1450 in Utrecht; † um 1500 ebenda), holländischer Graphiker, publizierte in Mainz
- Hans Backoffen (* um 1470 in Sulzbach; † 1519 in Mainz), kurfürstlicher Steinmetz und Bildhauer
- Hans Ruprecht Hoffmann (* um 1543 in Worms; † 1616 in Trier), absolvierte seine Bildhauerlehre bei Dietrich Schro (Schraw)
- Gottfried Wilhelm Leibniz (* 1646 in Leipzig; † 1716 in Hannover), Jurist, Mathematiker und Philosoph. Von 1667 bis 1674 in Diensten Johann Philipps von Schönborn
- Nikolaus Person (* vor 1648 in Longwy, Lothringen; † 1710 in Mainz), französisch-deutscher Kupferstecher, Kartograph, Architekt und Verleger, wirkte von 1668 bis 1710 in Mainz
- Johann Maximilian von Welsch (* 1671 in Kronach; † 1745 in Mainz), kurmainzischer Oberbaudirektor, Architekt (Lustschloss Favorite (Mainz), Neues Zeughaus) und Festungsbaumeister
- Burkard Zamels (* um 1690; † 1757 in Mainz), Bildhauer des Barock, Hofbildhauer Lothar Franz von Schönborns
- Johann Michael Beer von Bleichten (* 1700 in Bezau; † 1767 in Mainz), Baumeister und Architekt aus Vorarlberg (Auer Zunft). Von 1738 bis 1759 kaiserlicher und Kurmainzer Kriegsingenieur
- Eustache de Saint-Far (* 1746 in Paris; † 1828 in Mantes-sur-Seine), Departementbaudirektor und Stadtbaumeister unter Napoleon
- Johann Sebastian Barnabas Pfaff (* 1747 in Obertheres bei Bamberg; † 1794 in Mainz), Bildhauer
- Franz von Kesselstatt (* 1753 in Trier; † 1841 in Mainz), Mainzer Domkapitular und Maler von Stadtansichten
- Friedrich Lehne (* 1771 in Gernsheim; † 1836 in Mainz), Mainzer Jakobiner, Literat, Bibliothekar, Archivar und Geschichtsforscher
- François-Auguste Cheussey (* 1781 in Saarlouis; † 1857), französischer Architekt (St. Achatius)
- Eduard Kreyßig (* 1830 in Eichelsachsen; † 1897 in Mainz), Architekt und Stadtbaumeister während der großen Stadterweiterung im 19. Jahrhundert
- Mathilde Huber (*  1876 in Stuttgart; † 1927 in Mainz), Malerin und Textilkünstlerin
- Christian Heinrich Kleukens (* 1880 in Achim bei Bremen; † 1954 in Darmstadt), Drucker und Schriftsteller
- Rudolf Schreiner (* 1885 in Feuerbach; † 1953 in Mainz), Architekt (z. B. Siedlung am Fichteplatz, Fischtorbrunnen)
- Emy Roeder (* 1890 in Würzburg; † 1971 in Mainz), Bildhauerin, ab 1950 Lehrerin an der Mainzer Kunstgewerbeschule
- Herbert Kühn (* 1895 in Beelitz; † 1980 in Mainz), Prähistoriker, Philosoph, Religionswissenschaftler, Kunsthistoriker und Universitätsprofessor (Ordinarius)
- Herbert Hess (* 1908 in Frankfurt am Main; † 1977 ebenda), Tenor und Universitätsprofessor
- Siegfried Lowitz (* 1914 in Berlin, † 1999 in München), Schauspieler. Er wuchs in Mainz auf und absolvierte das dortige humanistische Gymnasium.
- Wilhelm Jung (* 1922 in Solingen; † 2008 in Mainz), Dom- und Diözesankonservator, Museumsdirektor am Bischöflichen Dom- und Diözesanmuseum
- Karl-Heinz Krause (* 1924 in Angermünde; † 2019 in Mainz), Bildhauer
- Peter Felsenstein-Brenner (* 1930 in Freiburg im Breisgau; † 2024 in Rommersheim), Opernregisseur und -intendant
- Jutta Ludewig (* 1936 in Halle a. d. Saale; † 2022 in Bodenheim), Solotänzerin, Choreographin, Tanzpädagogin. Sie leitete rund 50 Jahre eine renommierte Ballettschule in Mainz.
- Gertrude Degenhardt (* 1940 in New York City), Lithografin und Zeichnerin
- Fred Breinersdorfer (* 1946 in Mannheim), Drehbuchautor, Filmproduzent und Rechtsanwalt, Absolvent des Gymnasiums am Kurfürstlichen Schloss, studierte Jura an der Johannes Gutenberg-Universität Mainz
- Norbert Tschirpke (* 1957 in Hamm), Künstler und Kulturmanager, Projektleiter bei der MGS Marketing GmbH für den Kultursommer Rheinland-Pfalz 1995
- Koroush Namazi (* 1959 in Teheran, kam Ende der 1980er Jahre als Flüchtling nach Mainz), Kunstpreisträger im Bereich der abstrakten Malerei
- Christoph Thoke (* 1960 in Herford), Film- und Fernsehproduzent
- Uwe Boll (* 1965 in Wermelskirchen, seit 1994 in Mainz), Filmregisseur und -produzent

## Sport
- Karl-Heinz Wettig (* 1927; † 2015), Fußballspieler
- Peter Neustädter (* 1966 in Karabalta), Fußballspieler und -trainer
- Jürgen Klopp (* 1967 in Stuttgart), Fußballspieler und -trainer
- Martin Steffes-Mies (* 1967), Mainzer Ruder-Verein, vierfacher Ruderweltmeister im Achter (1989, 1990, 1991, 1993)
- Roman Neustädter (* 1988 in Dnipropetrowsk), Fußballspieler

## Wirtschaft
- Hans Friderichs, Bundesminister a. D.
- Beatrice Weder di Mauro, Wirtschaftsweise
- Otto Gastell, Inhaber der Waggonfabrik Gebrüder Gastell, Präsident der Handelskammer Mainz, Landtagsabgeordneter
- Walter Kalkhof-Rose (1910–1987), Chemiker, Industrieller (u. a. Resart-Ihm AG), Präsident der IHK für Rheinhessen
- Carl Deninger (1800–1859), Unternehmer und Landtagsabgeordneter

## Religion
- siehe Liste der Bischöfe von Mainz, Liste der Mainzer Weihbischöfe, Liste der Mainzer Domprediger
- Konrad von Hochstaden wurde durch Klerus und Volk von Mainz eindeutig zum Nachfolger des verstorbenen Siegfried III. von Eppstein gewählt. Dieses lehnte er jedoch auf päpstliches Verlangen hin ab und wurde 1238 Erzbischof von Köln
- Bernhard von Breidenbach, Autor einer viel gelesenen Reisebeschreibung
- Gottfried Bessel, Generalvikar und Offizial in Mainz, Abt des Stiftes Göttweig
- Gabriel Biel, Domprediger im Dom zu Mainz, genannt der „letzte Scholastiker“.
- Lupold von Bebenburg, Domherr in Mainz, Rechtsgelehrter, Offizial des Würzburger Bischofs und als Lupold/Leopold III. Bischof von Bamberg
- Wolfgang Capito versuchte als kurfürstlicher Kanzler, einen Ausgleich mit Luther, aus seinen humanistischen Voraussetzungen zu erreichen.
- Reinhard von Hanau, umfangreich bepfründeter Kleriker im böhmischen und süddeutschen Bereich.
- Johann von Wesel spätmittelalterlicher Theologe, Verfasser der „Disputatio adversus indulgentias“ gegen die Ansprüche des Papsttums
- Kraft VI. von Hohenlohe-Waldenburg-Neuenstein war Domherr in Mainz und Speyer.
- Friedrich Nausea, Domprediger in Mainz, später Bischof der Diözese Wien.
- Georg von der Pfalz, war von 1499 bis 1506 Dompropst in Mainz, Bischof von Speyer von 1513 bis 1529.
- Wilhelm von Wertheim, Domherr
- Kuno II. von Falkenstein, Domherr, später Bischof von Köln
- Stephan von Pfalz-Simmern war Domherr in Straßburg, Mainz, Köln, Speyer und Lüttich.
- Ruprecht von Pfalz-Veldenz, Domherr in Mainz, Köln und Straßburg, heiratete jedoch später
- Melchior Pfintzing, Propst des Ritterstifts von St. Alban zu Mainz
- Rudolf von Rüdesheim, Kanoniker in Mainz, später Bischof von Lavant und danach Erzbischof von Breslau.
- Johann Heinrich von Wallbrunn, Domherr
- Rudolf von und zu Frankenstein, zunächst Mainzer Domherr, später Bischof von Speyer
- Raban von Helmstatt, Domherr in Mainz, ab 1399 Bischof von Speyer und ab 1430 Erzbischof von Trier und damit einer der drei geistlichen Kurfürsten des Heiligen Römischen Reiches.
- Rabanus Maurus, Benediktinermönch und Dichter („Veni creator spiritus“)
- Caspar Dietrich von Fürstenberg, Kanoniker (zuletzt Dompropst in Mainz), Alchimist, Kavallerieobrist, Künstler und unterlegener Kandidat bei der Wahl zum Mainzer Kurfürsten.
- Salentin von Isenburg, Domherr in Mainz, später Kurfürst von Köln und Fürstbischof von Paderborn.
- Johannes Cochläus, Kleriker in Mainz, einer der erbittertsten Gegner Martin Luthers.
- Rudolf von Baden, badischer Titular-Markgraf und Domherr in Mainz, Köln, Straßburg und Augsburg.
- Adolf III. von Schaumburg, Domherr zu Köln und Mainz, später Erzbischof des Erzbistums Köln.
- Hartger Henot, Kölner Domherr, Jurist und Doktor beider Rechte, Propst an St. Maria ad Gradus (Mainz)
- Otto Gereon von Gutmann zu Sobernheim, Kanoniker an St. Maria ad Gradus (Köln) und St. Stephan (Mainz), später Weihbischof in Köln.
- Christoph Rudolf von Stadion, Reichsfreiherr, war Hofratspräsident im Kurfürstentum Mainz, Dompropst und mehrfacher Kandidat für das Kurfürstenamt in Mainz.
- Johann Jakob Waldbott von Bassenheim, Domherr von Kurmainz Statthalter in Erfurt
- Casimir Waldbott von Bassenheim, bewahrte den Bassenheimer Reiter aus dem Westlettner des Mainzer Doms
- Philipp Christoph von Sötern, Doktor beider Rechte, Domherr in Trier, Mainz und Speyer. Ab 1610 Bischof von Speyer und ab 1623 Erzbischof und Kurfürst von Trier.
- Friedrich Wilhelm von Bicken, achter Statthalter Erfurts war Domkapitular zu Mainz.
- Karl III. Philipp von der Pfalz, Domherr in Mainz, Kurfürst von der Pfalz
- Carl Friedrich Hatzfeldt zu Gleichen, österreichischer Staatsmann, bereits in jungen Jahren Domherr zu Mainz
- Wilderich von Walderdorff, Domherr in Würzburg und Mainz, später Bischof der Diözese Wien
- Kaspar Maria von Sternberg war Theologe, Politiker, Mineraloge und Botaniker. Verhandelte als Begleiter Karl Theodor von Dalbergs die Vereinigung des Bistums Mainz mit Regensburg bei Talleyrand.
- Johann Georg Schlör (1732–1783) war Pfarrer am Militärhospital und Dechant am Stift zum Heiligen Kreuz.
- Marcus Fidelis Jaeck (1768–1845), Domherr, Regens des Priesterseminars und Seminarprofessor für Pastoraltheologie, Katechet am Waisenhaus
- Johannes Lorenz Isenbiehl (* 20. Dezember 1744 in Heiligenstadt; † 26. Dezember 1818 in Oestrich im Rheingau) war katholischer Theologe, Exeget, Kanoniker und Aufklärungsschriftsteller.

## Musik, Gesang
- Philipp Jakob Baudrexel, Komponist und Domkapellmeister.
- Theo Brandmüller, Komponist, Organist und Hochschullehrer.
- Johann Jakob Dahm, bedeutender mittelrheinischer Orgelbauer des 17./18. Jhds.
- Matthäus Heilmann, kurfürstlicher Orgel- und Instrumentenbauer.
- Johannes, Johannes Christoph und Heinrich Konrad Kohlhaas, Mainzer Orgelbauer des 18. Jhds.
- Carl August Müller, Hofinstrumentenbauer in Mainz, Entwickler neuer Instrumentenbauarten
- Johann und Joseph Anton Onimus, Mainzer Orgelbauer des 18. Jhds.
- Hans Pfitzner, Komponist
- Heinrich Bone, katholischer Pädagoge, Direktor des Rabanus-Maurus-Gymnasiums, Verfasser von Lehrbüchern, Herausgeber katholischer Kirchengesangbücher, Verfasser von Kirchenliedern und „Galionsfigur“ im Kulturkampf
- Heinrich Rohr, war Kirchenmusiker und Komponist (Gotteslob)
- Margarete Sorg-Rose (* 1960), Komponistin, Dirigentin, Musikhistorikerin, Autorin. Abitur und Studium in Mainz
- Margit Sponheimer (* 1943, 7. Februar in Frankfurt am Main), Sängerin (Mainzer Fastnacht, „Am Rosenmontag bin ich geboren“)
- Günter Kehr, Gründer und langjähriger Leiter des Mainzer Kammerorchesters
- Titi Winterstein, Geiger
- Diethard Hellmann, Gründer der Kurrende der Christuskirche Mainz, aus der später der Bachchor Mainz hervorging, ehem. Leiter der Musikhochschule München, Organist, wie Karl Richter ein Schüler des Thomaskantors Günter Ramin und ein bekannter Vertreter der Leipziger Bachtradition. Spielte für den SWF (später SWR) sämtliche Bach-Kantaten ein und holte die internationalen Bach-Tage erstmals nach Mainz.
- Stephanie Wagner, Flötistin
- Hanne Kah, Sängerin / Musikerin
- Thomas P. Heckmann, Techno-DJ und -Musikproduzent
- Holzmanno Winterstein Gitarrist, Gypsy-Jazz
- OG Keemo (* 1993 in Mainz), bürgerlich Karim Joel Martin, Rapper

## Kabarett, Komiker, Fastnachter
- Herbert Bonewitz, Fastnacht
- Hanns Dieter Hüsch, Kabarett
- Rolf Braun, Fastnacht
- Joe Ludwig, Fastnacht

## Militär
- Didius Julianus, zweiter Kaiser des römischen zweiten Vierkaiserjahres (193), befehligte in Mogontiacum eine römische Legion.
- Maximilian Lorenz von Starhemberg, wurde am 6. September 1689 beim Sturm auf die Stadt Mainz schwer verwundet und erlag am 17. September 1689 seinen Verletzungen.
- Rudolf Eickemeyer, Kurfürstlicher Festungsingenieur/Französischer Brigade-General
- Jean-Baptiste Kléber, zunächst Bauinspektor in Belfort später bei der Befestigung von Mainz
- Adam-Philippe de Custine setzte Mainz 1793 in Verteidigungsstand
- François-Christophe Kellermann, französischer General, Pair und Marschall von Frankreich.
- François Ignace Ervoil d’Oyré, 1792/93 Kommandant en chef von Mainz, Kastel und den dazugehörigen Posten
- Louis Baraguey d’Hilliers, französischer General
- Armand Samuel de Marescot, französischer General Oberkommandant der Genietruppe in Mainz
- Anne Pierre Nicolas de Lapisse, französischer Oberst, 1810 bis 1814 Colonel-directeur der Festung Mainz
- François Ignace Schaal, Kommandant der republikanischen Rheinarmee.
- Paul-Louis Courier, französischer Autor von Werken zur Antike war in den „Mainzer Linien“ aufgestellt.
- Karl von Österreich-Teschen
- Albrecht Friedrich von Österreich
- Woldemar von Schleswig-Holstein-Sonderburg-Augustenburg
- Wilhelm von Woyna
- Albert von Rauch, Generalmajor und Kommandeur der Mainzer 41. Infanterie-Brigade, später General der Infanterie
- Paul von der Planitz
- Konrad Ernst von Goßler
- Paul Baron von Collas, Militärgouverneur von Mainz (1898–1903)
- Martin Wilhelm von Waldthausen, Husarenoffizier und Erbauer von Schloss Waldthausen
- Hugo von Kathen, Militär-Gouverneur von Mainz
- Victor Goybet, erster Stadtkommandant von Mainz nach dem Waffenstillstand von Compiègne
- Sylvain Eugène Raynal, zunächst Gefangener auf der Zitadelle, ab 1920 Stadtkommandant von Mainz
- Norman Schwarzkopf junior, war Unterstützungsoffizier und Kommandant der 8. mechanisierten Abteilung in Mainz-Gonsenheim.

## Sonstige
- Johann Georg Gobelius (* 1562 in Bruttig-Fankel – † nach 1615 in Mainz), Mediziner, Rektor der Johannes Gutenberg-Universität und kurfürstlicher Leibarzt von Herzog Maximilian I. von Bayern
- Johannes Bockenheim, diente als Hofkoch an der Kurie von Papst Martin V., bekleidete verschiedene Kirchenämter in den Diözesen von Worms und Mainz
- Franz Joseph Hartleben (1740–1808), Stadtsyndikus von Mainz
- Wolfgang Brobeil (1911–1981), Journalist und Regisseur bei Südwestfunk und ZDF, gilt als Vater der Karnevalssendungen im Deutschen Fernsehen
- Marx Rumpolt, Kurfürstlich Mainzischer Mundkoch, verfasste mit dem „New Kochbuch“ von 1581 das erste Lehrbuch für professionelle Köche in der Ausbildung
- Johannes Wilhelm Bückler, genannt Schinderhannes (*Miehlen im Taunus 1783, † Mainz 1803 (hingerichtet)), Räuberhauptmann und Stoff zahlreicher Legenden und Romane
- Wilhelm von Spankeren (1797–1862), Geheimer Kriegsrat und Garnisonsverwaltungsdirektor der Bundesfestung Mainz
- Hans Wagner (* Wittenberg 1852, † Frankfurt am Main 1940), Vater der Philatelistentage
- Maria Einsmann (* 4. Januar 1885 in Bruchsal; † 4. März 1959 in Mainz), lebte und arbeitete nach dem Ersten  Weltkrieg  12 Jahre lang unerkannt als Mann in Mainz.